# Daniel Selichius
Daniel Selichius (auch Selig oder Selich) (getauft 4. Februar 1581 in Wittenberg; † 1626 in Wolfenbüttel) war ein deutscher Komponist und Kapellmeister.

## Leben
Selichius war Sohn eines gleichnamigen Malers. Er immatrikulierte sich 1601 an der Universität Wittenberg, stand seit 1616 als Kapellmeister im Dienst der Grafen von Bünau auf ihrem Schloss Weesenstein und wurde schon im Jahr darauf Kapellmeister von Philipp Sigismund von Braunschweig-Wolfenbüttel. Auf dessen Empfehlung trat er 1621 als Nachfolger von Michael Praetorius in den Dienst Friedrich Ulrichs, Herzogs zu Braunschweig und Lüneburg, an dessen Hof in Wolfenbüttel. Im selben Jahr heiratete er Magdalena Schrader aus Wolfenbüttel.
Laut Wolfgang Caspar Printz hat Selichius im Jahre 1625 seine Harmonien durch den Druck gemein gemacht.

## Werk (Auswahl)
- Prodromus cantinelarum harmonicarum, exhibens Paduanas, Intradas, Galliardas et Courantas. Wittenberg 1614.
- Prodromus exercitationum musicarum. Wittenberg 1615.
- Weihnachts-Gesang als Neujahrs-Wunsch an ethliche Erfurtische Ratsherrn. Jena 1619.
- Christlicher Wundsch aus dem 85. Psalm dess Königlichen Propheten Davids ... Dem Durchleuchtigen ... Friederich Ulrichen Hertzogen zu Braunschweig und Lüneburg ... Wie auch denen ... Hoch- und Wolgelarten der beyden Braunschweigischen Wolffenb: und Calenbergisches Theils löblicher Landschafft Außschoss und Schatzverordenten ... in die Music versetzt und offeriret. Holwein, Wolfenbüttel 1623.
- Opus novum, Geistlicher Lateinisch und Teudscher Concerten und Psalmen Davidts, mit 2.3.4.5.6.7.8.9.10.11.12. &c. Stimmen, Nebenst dem Basso Continuo vor die Orgel, Lauten, Chitaron, etc. Also, dass dieselbe nicht allein in Fürstl. Capellen, sondern auch in andern wolbestalten Stadt Kirchen nach beliebung füglich können gebraucht und Musiciret werden. Holwein, Wolfenbüttel 1624. (Neudruck Michael Hering Buchführer, Hamburg 1625)

## Einspielungen
- Geistliche Konzerte "Opus novum". (Wolfenbüttel 1623/24) Musik aus Schloss Wolfenbüttel III Weser-Renaissance Bremen, Manfred Cordes, 2018, cpo 555 223-2.